# Bergsborg

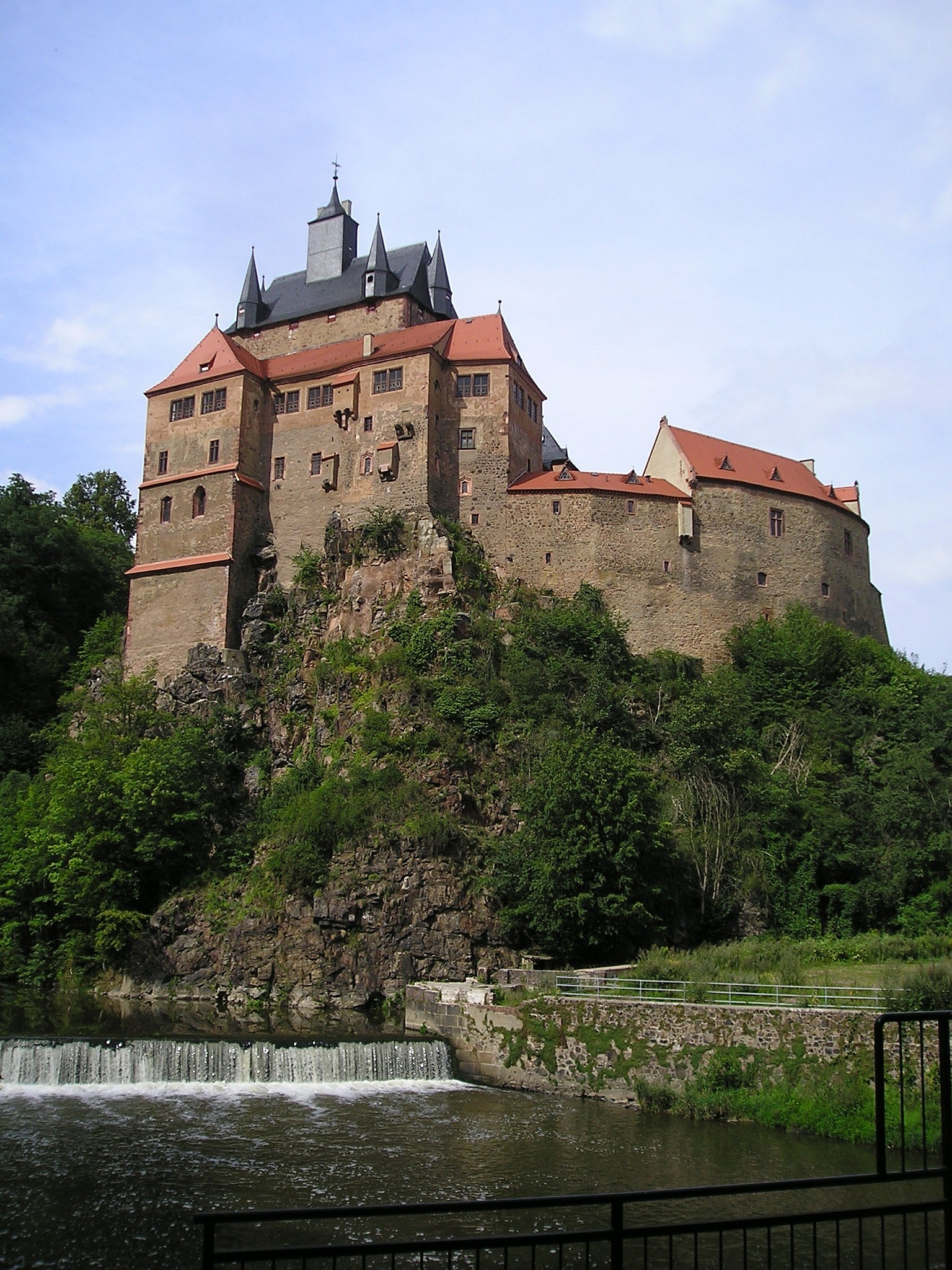
Burg Kriebstein

En bergsborg är ett slott byggt på en naturligt upphöjning i den omgivande terrängen. Termen kommer från tyskans Höhenburg som används för att kategorisera slott efter deras topografiska läge. Bergsborgar skiljs från låglandsborgar (på tyska: Niederungsburgen).

## Historik
När slott på 900- och 1000-talen förlorade sin fästningskaraktär och alltmer byggdes som residensslott för kungarna och adeln, var bergsborgar alltjämt populära då de var enklare att försvara. I Tyskland utgör de nästan 66 procent av alla medeltida slott. 
Under den tidiga medeltiden var slotten främst byggda och besuttna av kungar och högadeln. Från 1100-talet började dock även ministerialer i Tysk-romerska riket låta bygga förnäma bergsborgar. Under 1200-talet finns det även exempel på bergsborgar byggda av lågadel.
Idag fungerar bergsborgarna främst som turistattraktioner, främst i kraft av sin historia och goda utsikt över det omkringliggande landskapet.